# Wang (Wang Mang)
Wang, född okänt år, död 21 e.Kr., var en kinesisk kejsarinna, gift med kejsar Wang Mang. Hennes make demonstrerade offentligt sin äktenskapliga trohet, och även om detta inte var bokstavligen sant, hade han inga officiella konkubiner eller bihustrur. Hon blev så småningom blind. 